# نادي واتفورد
نادي واتفورد لكرة القدم (بالإنجليزية: Watford Football Club)‏ هو نادي كرة قدم إنجليزي، تأسس في عام 1881، ويتمركز في مدينة واتفورد في إنجلترا. يلعب الفريق مبارياته الرسمية على ملعب فيكارج رود، والذي يتسع لحضور 20,877 متفرج. يلعب الفريق حاليًا في دوري البطولة الإنجليزية.
تأسس النادي في 1881 تحت اسم نادي واتفورد روفرز (بالإنجليزية:  Watford Rovers FC)‏، ثم تم إعيد تسميته باسم نادي هارتفوردشير  (بالإنجليزية: West Hertfordshire FC)‏، ثم اندمج في عام 1898 مع نادي واتفورد سينت ماري  (بالإنجليزية: Watford St Mary's)‏ ليصبح اسمه كما هو عليه الآن نادي واتفورد (بالإنجليزية: Watford F.C.)‏.
يمتلك النادي رجل الأعمال الإيطالي حينو بوزو، وهي نفسه الذي يملك نادي أودينيزي في إيطاليا، ونادي غرناطة في إسبانيا. رئيس الفخري هو السير إلتون جون، والذي كان يمتلك النادي خلال فترته الذهبية تحت قيادة المدرب غراهام تايلور بين 1977 و1987، حيث حل الفريق ثانياً الدوري الإنجليزي الممتاز في موسم
1982–83، ووصل لنهائي كأس الاتحاد الإنجليزي في عام 1984 و2019. الزي الرسمي للنادي هو الأصفر والأسود.

## اللاعبون

### التشكيلة الأساسية
آخر تحديث 3 سبتمبر 2022.
ملاحظة: تشير الأعلام إلى المنتخب الوطني على النحو المحدد في قواعد الأهلية للفيفا. قد يحمل اللاعبون أكثر من جنسية واحدة غير تابعة للفيفا.
| الرقم | البلد            | المركز | اللاعب                             |
| ----- | ---------------- | ------ | ---------------------------------- |
| 1     | النمسا           | حارس   | دانييل باخمان                      |
| 2     | إنجلترا          | مدافع  | جيريمي نجاكيا                      |
| 3     | إسبانيا          | مدافع  | ماريو غاسبار                       |
| 4     | إنجلترا          | وسط    | حمزة تشودهاري (معار من ليستر سيتي) |
| 5     | نيجيريا          | مدافع  | ويليام تروست-إيكونغ                |
| 6     | المغرب           | وسط    | عمران لوزة                         |
| 7     | إنجلترا          | مهاجم  | كينان ديفيس (معار من أستون فيلا)   |
| 8     | إنجلترا          | وسط    | توم كليفرلي ()                     |
| 9     | ألبانيا          | مهاجم  | راي ماناج                          |
| 10    | البرازيل         | مهاجم  | جواو بيدرو                         |
| 12    | السويد           | وسط    | كين سيما                           |
| 14    | ساحل العاج       | مدافع  | حسن كامارا (معار من أودينيزي)      |
| 15    | أيرلندا الشمالية | مدافع  | كريغ كاثكارت                       |
| 16    | إنجلترا          | وسط    | دان غوسلينغ                        |

| الرقم | البلد                       | المركز | اللاعب                          |
| ----- | --------------------------- | ------ | ------------------------------- |
| 18    | كولومبيا                    | وسط    | ياسر أسبريلا                    |
| 19    | ساحل العاج                  | مهاجم  | فاكون بايو                      |
| 23    | السنغال                     | مهاجم  | إسماعيلا سار                    |
| 24    | نيجيريا                     | وسط    | توم ديلي-بشيرو                  |
| 26    | إنجلترا                     | حارس   | بن هامر                         |
| 27    | بلجيكا                      | مدافع  | كريستيان كاباسيلي               |
| 28    | نيجيريا                     | مهاجم  | سامويل كالو                     |
| 30    | إنجلترا                     | مدافع  | كورتني هوس (معار من أستون فيلا) |
| 31    | تشيلي                       | مدافع  | فرانسيسكو سييرالتا              |
| 32    | إنجلترا                     | مدافع  | ماتي بولوك                      |
| 35    | نيجيريا                     | حارس   | مادوكا أوكيي                    |
| 36    | إنجلترا                     | مهاجم  | جوزيف هنجبو                     |
| 39    | جمهورية الكونغو الديمقراطية | وسط    | إيدو كايمبي                     |
| 42    | إنجلترا                     | مدافع  | جيمس موريس                      |

#### اللاعبون المعارون
ملاحظة: تشير الأعلام إلى المنتخب الوطني على النحو المحدد في قواعد الأهلية للفيفا. قد يحمل اللاعبون أكثر من جنسية واحدة غير تابعة للفيفا.
| الرقم | البلد    | المركز | اللاعب                         |
| ----- | -------- | ------ | ------------------------------ |
| 17    | إنجلترا  | مهاجم  | آشلي فليتشر (إلى ويغان أتلتيك) |
| 20    | البرتغال | وسط    | دومينغوس كوينا (إلى إلتشي)     |

| الرقم | البلد     | المركز | اللاعب                           |
| ----- | --------- | ------ | -------------------------------- |
| 33    | الأرجنتين | مهاجم  | إيناسيو بوسيتو (إلى سامبدوريا)   |
| 34    | ألمانيا   | مهاجم  | كوادو باه (إلى فورتونا دوسلدورف) |

## وصلات خارجية
- موقع الفريق الرسمي
- نادي واتفورد على موقع ميوزك برينز (الإنجليزية)